# Поремба, Лукаш
Лу́каш Поре́мба (пол. Łukasz Poręba; 13 марта 2000, Легница) — польский футболист, полузащитник немецкого клуба «Гамбург», выступающий на правах аренды за «Эльферсберг».

## Клубная карьера
Лукаш Поремба родился в городе Легница. Заниматься футболом начал в молодежной команде клуба «Заглембе» из Любина. В 2018 году футболист дебютировал в первой команде в турнире чемпионата Польши.
Летом 2022 года после окончания контракта с «Заглембе» Поремба в качестве свободного агента перешел во французский «Ланс», заключив с клубом пятилетнее соглашение. 31 августа футболист дебютировал в новой команде в матче французской Лиги 1.
В августе 2023 года футболист на правах арендного соглашения присоединился к немецкому «Гамбургу».

## Карьера в сборной
В период с 2021 по 2022 год Лукаш Поремба провел десять матчей в составе молодежной сборной Польши.